# AsciiDoc
 (janvier 2024).
AsciiDoc est un langage de balisage léger proche du langage Markdown, proposant une richesse sémantique similaire à DocBook. Un document écrit en AsciiDoc forme déjà un document lisible par des humains tout en étant interprétable par des programmes. L'utilisation d'un éditeur de texte permet de créer et éditer un document AsciiDoc.
Un document AsciiDoc peut être publié dans de nombreux formats de sortie, notamment HTML, PDF, DocBook, EPUB et Unix manpages.
Les documents écrit en AsciiDoc comportent l'extension .adoc.

## Historique
Le langage AsciiDoc a été créé en 2002 par Stuart Rackham. La première version (1.0) de AsciiDoc.py date du 25 novembre 2002. Cette suite logicielle écrite en Python se compose de deux outils en ligne de commande, asciidoc et a2x, permettant de convertir des fichiers texte brut en documents publiables. Dès la version 1.2 en décembre 2002, AsciiDoc ajoute la balise include  qui permet de modulariser et réutiliser du contenu.
Le langage AsciiDoc est actuellement en cours de standardisation à la Fondation Eclipse.

### AsciiDoc.py
AsciiDoc.py est une ancienne suite logicielle gérant une version plus ancienne d'AsciiDoc.

### Asciidoctor
Publiée en 2013, Asciidoctor est une suite logicielle moderne, conforme et sensiblement plus rapide d'AsciiDoc écrit en Ruby. Cette suite logicielle est aussi disponible dans l'écosystème Java via JRuby et JavaScript via Opal.
Cette suite logicielle est utilisée par GitHub et GitLab.

## Exemple
L'exemple ci-dessous montre un texte utilisant le langage AsciiDoc, et un rendu similaire à celui produit par un processeur AsciiDoc :
| Texte source en AsciiDoc | Résultat rendu en HTML |
| --- | --- |
| = Mon Article J. Smith https://wikipedia.org[Wikipedia] est une encyclopédie en ligne, disponible en Anglais et dans *beaucoup* d'autres langues. == Logiciel Vous pouvez installer 'nom-de-paquet' en utilisant la commande `gem` : gem install nom-de-paquet == Matériel Les métaux couramment utilisés sont : * le cuivre ; * l'étain ; * le plomb. | Mon Article J. Smith Wikipedia est une encyclopédie en ligne, disponible en Anglais et dans beaucoup d'autres langues. Logiciel Vous pouvez installer nom-de-paquet en utilisant la commande gem : gem install nom-de-paquet Matériel Les métaux couramment utilisés sont : - le cuivre ; - l'étain ; - le plomb. |

## Suite logicielle
Un programme de conversion, ou suite logicielle, comme AsciiDOc.py ou Asciidoctor permet de transformer un document écrit en AsciiDoc dans de nombreux formats de sortie.
La suite logicielle Asciidoctor intègre des fonctionnalités d'export avancées dont le format PDF et permet d'écrire et de publier des livres.